# Eupithecia idaeoides
Eupithecia idaeoides es una especie de polilla de la familia Geometridae. La especie fue descrita por primera vez por Mironov y Galsworthy habiendo sido descrita en 2010, con distribución en el sur de India. La especie ha sido detectada en Bengala Occidental y el estado de Sikkim. Es una polilla pequeña con una envergadura de 16 milímetros (0,6 plg). 